# Sommerfeld (Mondkrater)
Sommerfeld ist ein großer Einschlagkrater auf der Mondrückseite.
Der Krater liegt nördlich des etwas größeren Kraters Rowland und nordwestlich des ungefähr doppelt so großen Birkhoff. Von vergleichbarer Größe finden sich die Krater Emden im Westen und Stebbins im Osten.
Der Kraterrand ist nur schwach erodiert, es gibt Überformungen von kleineren Einschlägen im Süden. Der Kraterboden ist nahezu eben mit einigen kleineren Einschlagkratern im östlichen und südlichen Teil.

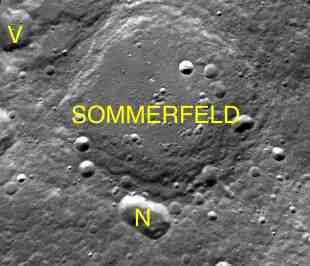
Sommerfeld mit seinen Nebenkratern

Sommerfeld hat zwei mit N und V bezeichnete Nebenkrater:
| Buchstabe | Position            | Durchmesser | Link |
| --------- | ------------------- | ----------- | ---- |
| N         | 61,91° N, 162,36° W | 42 km       |      |
| V         | 66,37° N, 170,43° W | 31 km       |      |

Der Krater wurde 1970 von der IAU offiziell nach dem deutschen Physiker Arnold Sommerfeld benannt.